# 約拿斯·古迪利斯
約拿斯·文奴·古迪利斯（西班牙語：Jonás Manuel Gutiérrez，發音：[xoˈnas ɣuˈtjeres]；1983年7月5日—）是一名阿根廷職業足球員，擔任中場，現時屬於西甲球隊拉科魯尼亞，曾於英超球隊紐卡素效力，曾被租借至诺里奇城。

## 生平

### 國家隊
國際賽入球
| 進球 | 日期          | 場館                   | 對手 | 比分 | 結果 | 賽事   |
| ---- | ------------- | ---------------------- | ---- | ---- | ---- | ------ |
| 1    | 2009年2月11日 | 法國马赛韋洛德羅姆球場 | 法國 | 0–1  | 0–2  | 友誼賽 |

## 榮譽
阿根廷U20
- 南美青年足球錦標賽冠軍： 2003年；

沙士菲
- 阿根廷足球甲级联赛冠軍：2005年秋季聯賽；

紐卡素
- 英格蘭足球冠軍聯賽冠軍：2009/10年[3]；

## 外部連結
- 足球数据库：約拿斯·古迪利斯的球员统计数据
- Career Details （页面存档备份，存于） at National Football Teams